# Wacken
Wacken – gmina w Niemczech, w kraju związkowym Szlezwik-Holsztyn, w powiecie Steinburg, wchodzi w skład związku gmin Amt Schenefeld.